# Hoplomys gymnurus
Hoplomys gymnurus (Thomas, 1897) è un roditore della famiglia degli Echimiidi, unica specie del genere Hoplomys (J. A. Allen, 1908), diffuso in America centrale e meridionale.

## Descrizione

### Dimensioni
Roditore di grandi dimensioni, con la lunghezza della testa e del corpo tra 205 e 295 mm, la lunghezza della coda tra 126 e 195 mm, la lunghezza del piede tra 51 e 60 mm, la lunghezza delle orecchie tra 22 e 27 mm e un peso fino a 680 g.

### Caratteristiche craniche e dentarie
Il cranio presenta un rostro lungo e sottile,  la regione inter-orbitale stretta e le bolle timpaniche molto piccole. I denti masticatori presentano quattro rientranze su ogni lato ed hanno la superficie occlusiva circolare.
Sono caratterizzati dalla seguente formula dentaria:

### Aspetto
Il corpo è tozzo con gli arti corti e robusti. La pelliccia è densamente spinosa particolarmente sulla schiena ed i fianchi. Le parti dorsali variano dal bruno-rossastro al nerastro, i fianchi sono giallo-brunastri mentre le parti ventrali sono bianche. Il muso è lungo ed appuntito, gli occhi sono grandi con dei riflessi rosso brillanti. Le orecchie sono corte ed arrotondate. I piedi sono lunghi e sottili, gli artigli sono corti e ricurvi. La coda è poco più corta della testa e del corpo, è scura sopra, più chiara sotto, è priva di peli e tende a staccarsi con facilità.

## Biologia

### Comportamento
È una specie terricola e notturna, Durante il giorno occupa tane situate solitamente nei banchi di sabbia sulle sponde dei corsi d'acqua. Queste sono scavate orizzontalmente per circa due metri e terminano con un nido rivestito di foglie. 

### Alimentazione
Si nutre di frutta, insetti, particolarmente scarafaggi ed ortotteri e di alcune parti vegetali.

### Riproduzione
Danno alla luce 1-3 piccoli alla volta, i nascituri sono ricoperti di soffice pelliccia, mentre i peli spinosi si sviluppano dopo circa un mese.

## Distribuzione e habitat
Questa specie è diffusa nel Continente americano dall'Honduras orientale, attraverso il Nicaragua, Costa Rica, Panama, Colombia occidentale fino all'Ecuador nord-occidentale.
Vive nelle foreste sempreverdi pianeggianti fino a 1.250 metri di altitudine.

## Conservazione
La IUCN Red List, considerato il vasto areale,la popolazione presumibilmente numerosa, la presenza in diverse aree protette e la tolleranza a diverse modifiche ambientali, classifica H.gymnurus come specie a rischio minimo (Least Concern).